# 泰国过路黄
泰国过路黄（学名：Lysimachia siamensis）是报春花科珍珠菜属的植物。分布于越南、泰国、缅甸以及中国大陆的云南等地，生长于海拔300米至500米的地区，多生于山坡路边或草丛中，目前尚未由人工引种栽培。
种加名 siamensis 意为“暹罗的”。